# 穎娃大川站
穎娃大川站（日语：／ Ei-ōkawa eki */?）是一座位於鹿兒島縣南九州市的九州旅客鐵道（JR九州）指宿枕崎線沿線鐵路車站。

## 車站構造
- 一個1面1線側式月台，不可以列車交會。
- 無人站。
- 地上車站。

## 历史
- 1963年（昭和38年）10月31日：車站啟用。
- 1987年（昭和62年）4月1日：因國鐵分割民營化，本站成為九州旅客鐵道的車站。

## 車站周邊
- 釜蓋神社[2]
- 南薩大川郵局
- 國道226號

## 相鄰車站
九州旅客鐵道
指宿枕崎線
水成川－穎娃大川－松浦

## 外部連結
- 穎娃大川車站 （页面存档备份，存于）（日語）